# إيمي فاريس
إيمي فاريس (بالإنجليزية: Amy Farris)‏ هي مغنية وكاتبة غنائية أمريكية، ولدت في 20 أكتوبر 1968، وتوفيت في 26 سبتمبر 2009.

## وصلات خارجية
- إيمي فاريس على موقع ميوزك برينز (الإنجليزية)
- إيمي فاريس على موقع ديسكوغز (الإنجليزية)